# Scatman’s World (album)
A Scatman’s World Scatman John amerikai zenész 1995. július 10-én megjelent albuma. Az album első dala a Scatman (Ski-Ba-Bop-Ba-Dop-Bop).
Az album műfaja scat, eurodance és pop. Az album nagyon népszerű volt Európában, Amerikában és Japánban is. Az album ismert még a "Scatland" címen is.

## Az album dalai
| #   | Cím                             | Hossz |
| --- | ------------------------------- | ----- |
| 1.  | Welcome to Scatland             | 0:49  |
| 2.  | Scatman's World                 | 3:40  |
| 3.  | Only You                        | 3:42  |
| 4.  | Quiet Desperation               | 3:51  |
| 5.  | Scatman (Ski-Ba-Bop-Ba-Dop-Bop) | 3:30  |
| 6.  | Sing Now!                       | 3:38  |
| 7.  | Popstar                         | 4:13  |
| 8.  | Time (Take Your Time)           | 3:41  |
| 9.  | Mambo Jambo                     | 3:30  |
| 10. | Everything Changes              | 4:38  |
| 11. | Song of Scatland                | 5:05  |
| 12. | Hi, Louis                       | 2:34  |
| 13. | Scatman (Game Over Jazz)        | 5:03  |